# Milagro Gil-Mascarell
Milagro Gil-Mascarell Boscá (Albaida, 23 de septiembre de 1941 - Valencia, 25 de septiembre de 1994) fue una las pioneras de la arqueología valenciana. Destaca por su labor en el desarrollo del papel de la mujer en la Universidad de Valencia.

## Trayectoria profesional
Se licenció en Filosofía y Letras por la Universidad de Valencia (1960-1965), tras presentar su Memoria de Licenciatura titulada “Las cuevas ibéricas en la Región Valenciana” (1967) dirigida por Miquel Tarradell. 
Aunque su intención era especializarse en el campo del Paleolítico superior, su mentor le orientó hacia una línea de investigación más reciente como es la Cultura Ibérica, lo que le permitió tener un mayor contacto con el trabajo de campo y una amplia cantidad de yacimientos de esta cronología.  Así 1971 defendió su tesis doctoral “Yacimientos ibéricos de la Región Valenciana: Estudio del poblamiento”, bajo la dirección también de Miquel Tarradell. Completó esta línea de  estudio con trabajos sobre la Edad del Bronce, centrados en yacimientos valencianos, en especial La Mola d’Agres (Alicante). 
Trabajó como profesora adjunta del departamento de Prehistoria y Arqueología de la Universidad de Valencia desde 1974. No obstante, si alguna cosa la caracteriza es por ser, junto con Carmen Aranegui una de las primeras catedráticas en arqueología en la Universidad de Valencia (1986-1994); aunque ella ya había conseguido ese título tres años antes por la Universidad de Cáceres (1983). Durante su estancia en Extremadura fue directora general de Patrimonio Cultural de la Junta de Extremadura (1984-1986). 
En cuanto al trabajo de campo, antes de finalizar su tesis doctoral esta investigadora ya había dirigido su primera excavación arqueológica en el yacimiento de la Torre Seca (Casinos, Valencia) en 1968. Su labor continuó con otros yacimientos como La Cova Foradada, Liria, Valencia (1969); La Carència, Turís, Valencia (1970-1973); Torre de Foios, Llucena, Castelló (1969-1970); Los Villares, Caudete de las Fuentes, Valencia, donde fue codirectora junto a E. Pla (1979,1980, 1984), La Mola d’Agres, Agres, Alicante, donde dirigió las excavaciones desde la década de los años 70 hasta 1993. En Extremadura dirigió las excavaciones de algunos poblados calcolíticos como los de Villafranca de los Barros y el cerro del castillo de Alange (Badajoz). En las excavaciones fue una de las primeras en introducir métodos innovadores como la excavación estratigráfica.
Su labor investigadora se centró en varios proyectos de investigación: La cultura ibérica en el País Valenciano (MEC, 1968-1977), El Bronce Final y el Proceso de Iberización en el País Valenciano (MEC, 1075-1983), La Cultura del Bronce Valenciano (MEC, 1983 y ss.), Paleoeconomía y Medio Ambiente en el País Valenciano entre el Solutrense-Gravetiense y la Edad del  Bronce (DIFICYT, 1987 y ss)

## Publicaciones  más destacadas
- GIL-MASCARELL, M. (1971): Yacimientos ibéricos de la Región Valenciana: Estudio del poblamiento. Tesis Doctoral.
- GIL-MASCARELL, M. (1977): Excavaciones en la Torre de Foios Llucena (Castellón), Cuadernos de Prehistoria y Arqueología Castellonense 4, 305-313.
- GIL-MASCARELL, M. (1992): La agricultura y la ganadería como vectores económicos del desarrollo del Bronce valenciano, SAGVNTVM-PLAV, 25, 49-67.
- GIL-MASCARELL, M. (1992): La metalurgia del Bronce Final-Hierro Antiguo del yacimiento de la Mola d’Agres (Alicante), Trabajos Varios del SIP, 89, 39-50. Valencia
- GIL-MASCARELL, M. (1994): Las fases de ocupación en el yacimiento de la Mola d’Agres. Su dinámica evolutiva, Recerques del Museu d’Alcoi, 3.
- GIL-MASCARELL, M. (1995): Algunas reflexiones sobre el Bronce valenciano, SAGVNTVM-PLAV, 28, 63-74.